# Un ange au paradis
Pour plus de détails, voir Fiche technique et Distribution.
Un ange au paradis est un film français réalisé par Jean-Pierre Blanc, sorti en 1973.

## Synopsis
Après avoir épousé Suzanne, ancienne prostituée, Mouton, employé d'une entreprise de pompes funèbres s'éprend de Marie-Ange, un travesti.

## Fiche technique
- Titre : Un ange au paradis
- Réalisation : Jean-Pierre Blanc
- Assistante-réalisateur: Agnés Folgoas
- Scénario et dialogues : Jean-Pierre Blanc
- Photographie : Claude Lecomte
- Son : René Longuet
- Musique : Michel Magne
- Montage : Jacqueline Thiédot
- Production : Lira Films
- Pays d'origine :  France
- Genre : comédie dramatique
- Durée : 90 minutes (1 h 30
- Dates de sortie : 11 octobre 1973 en France

## Distribution
- Michel Aumont
- Catherine Samie
- Bulle Ogier
- Mimi Young
- Roland Dubillard
- Tilda Thamar
- Valérie Wilson
- Raymond Gérôme
- Claudine Beccarie